# Mahmud Kazanski
Mahmud  Kan, v ruskih kronikah Mahmutek (Махмутек), je bil v letih 1445-1466 kan tatarskega Kazanskega kanata, * ni znano, † 1466.
Bil je starejši sin kana Ulug Mohameda in eden od ustanoviteljev Kazanskega kanata. Udeležil se je očetovih pohodov proti Moskovski veliki kneževini. V bitki pri Suzdalu leta 1445 je zmagal in ujel velikega kneza Vasilija II. Vasiljeviča in prisilil Ruse na plačevanje davka (jasak). Po očetovi smrti je nasledil njegov prestol. Decembra 1446 je podprl Vasilija II. pri odstavitvi Dimitrija Šemjaka. Leta 1448 je napadel Moskvo, da bi ohranil ugodne mirovne pogoje, sklenjene po ruskem porazu v bitki pri Suzsalu. V tem obdobju je bil ustanovljen Kasimski kanat kot tamponsko ozemlje med Moskvo in Kazanom.

## Vir
- Мәхмүд хан. Tatar Encyclopaedia. Kazan: The Republic of Tatarstan Academy of Sciences. Institution of the Tatar Encyclopaedia. 2002 (v tatarščini).

| Mahmud Kazanski Bordžigini (1206 – 1635) |                                   |                  |
| Vladarski nazivi                         |                                   |                  |
| Predhodnik: Ulug Mohamed                 | Kan Kazanskega kanata 1445 – 1466 | Naslednik: Halil |